# Agrostis pseudointermedia
Agrostis pseudointermedia é uma espécie de gramínea do gênero Agrostis, pertencente à família Poaceae.